# Eisenia (animal)
Cet article concerne le ver de terre. Pour l'algue brune, voir Eisenia (algue).
Genre
Eisenia est un genre de vers de terre de la famille des Lumbricidae.
Certaines espèces de ce genre apprécient les milieux très humides ou ont adopté un comportement aquatique ou semi-aquatique (Selon Omodeo (1984) de l'Université de Padoue, l'espèce Eisenia spelaea ne semble vivre en Italie que dans la litière immergée de ruisseaux de montagne)

## Espèces
Selon Robert J. Blakemore, 2007 :
- Eisenia altaica Perel, 1968
- Eisenia andrei
- Eisenia angusta Perel, 1994
- Eisenia atlavinyteae Perel & Graphodatsky, 1984
- Eisenia balatonica (Pop, 1943)
- Eisenia bashkirica (Malevic 1950)
- Eisenia djungarica (Perel, 1969)
- Eisenia fetida (Savigny 1826)
- Eisenia gordejeffi (Michaelsen 1899)
- Eisenia intermedia (Michaelsen 1901)
- Eisenia iverica (Kavadze, 1973)
- Eisenia japonica (Michaelsen 1891)
- Eisenia kafaniensis Kvavadze, 1985
- Eisenia koreana (Zicsi 1972)
- Eisenia kucenkoi Michaelsen, 1902
- Eisenia lucens (Waga, 1857)
- Eisenia magnifica (Svetlov, 1957)
- Eisenia malevici Perel, 1962
- Eisenia nanaPerel, 1985
- Eisenia nordenskioldi Kobayashi, 1940
- Eisenia oltenica (Pop, 1938)
- Eisenia salairica Perel, 1968
- Eisenia sibirica Perel & Graphodatsky, 1984
- Eisenia spelaea (Rosa 1901)
- Eisenia tracta Perel, 1985
- Eisenia transcaucasica (Perel, 1967)
- Eisenia uralensis (Malevic 1950)
- Eisenia ventripapillata Perel, 1985

## Caractéristiques
Les espèces de ce genre sont épigées et possèdent un pigment rouge foncé dont la fonction a été interprétée comme : une adaptation photoprotectrice contre les UV, ; comme un mécanisme de contrôle de l'étendue de l'exposition en surface ; une pigmentation homochrome qui leur permet de se dissimuler dans la litière de feuilles mortes et les déjections animales dans lesquelles ils vivent, adaptation cryptique qui leur permet d'être moins exposés à la vue de leurs prédateurs.

## Utilisation
Eisenia vit de la décomposition de matières organiques. Ces vers sont facilement disponibles dans le commerce principalement pour la lombriculture, en raison de leur remarquable capacité à transformer des matières organiques en lombricompost. Ils sont également vendus comme appâts.

## Publication originale
- Malm, 1877 : Om Daggmaskar, Lumbricina. Öfversigt af Sallskapet Hortikulturens Vänners i. Göteborg Förhandligar, vol. 1, p. 34–47 (August Wilhelm Malm baptisant ce genre en hommage au naturaliste suédois Gustav Eisen (en))[8]